# Rio Crişul Mic (Barcău)
O Rio Crişul Mic (Barcău) é um rio da Romênia, afluente do Crişul Repede, localizado no distrito de Bihor.